# NGC 6002
NGC 6002 est une étoile située dans la constellation de la Couronne boréale. L'astronome irlandais Lawrence Parsons a enregistré la position de cette étoile le 20 avril 1873.
Les bases de données Simbad et HyperLeda assigne la galaxie PGC 56051 située à environ une minute d'arc au sud-ouest de NGC 6001 à NGC 6002. Selon le professeur Seligman, il s'agit d'une erreur, car la direction et la distance à NGC 6001 de cette galaxie sont en complète contradiction avec les mesures de Parsons. De plus, une galaxie d'aussi faible luminosité ne pouvait certes pas être visible dans son télescope.